# Équation de Schrödinger
L'équation de Schrödinger, conçue par le physicien autrichien Erwin Schrödinger en 1925, est une équation fondamentale en mécanique quantique. Elle décrit l'évolution dans le temps d'une particule massive non relativiste, et remplit ainsi le même rôle que la relation fondamentale de la dynamique en mécanique classique.

## Naissance de l'équation

### Contexte historique
Au début du XXe siècle, il était devenu clair que la lumière présentait une dualité onde-corpuscule, c'est-à-dire qu'elle pouvait se manifester, selon les circonstances, soit comme une particule, le photon, soit comme une onde électromagnétique. Louis de Broglie proposa de généraliser cette dualité à toutes les particules connues. L'hypothèse de de Broglie eut pour conséquence a priori paradoxale la production d'interférences par les électrons — à l'instar de la lumière — ce qui fut vérifié ultérieurement par l'expérience de Davisson-Germer. Par analogie avec le photon, Louis de Broglie associa ainsi à chaque particule libre d'énergie {\displaystyle E} et de quantité de mouvement {\displaystyle p} une fréquence {\displaystyle \nu } et une longueur d'onde {\displaystyle \lambda } :
{\displaystyle \left\{{\begin{matrix}E=h\nu \\p={\frac {h}{\lambda }}\end{matrix}}\right.}
Dans les deux expressions ci-dessus, la lettre {\displaystyle h} désigne la constante de Planck. L'équation de Schrödinger, établie par le physicien Erwin Schrödinger en 1925, est une équation d'onde dont l'inconnue {\displaystyle \psi } est appelée la fonction d'onde, ce qui généralise l'approche de Louis de Broglie ci-dessus aux particules massives non relativistes soumises à une force dérivant d'un potentiel {\displaystyle V(t,{\vec {r}})}, dont l'énergie mécanique totale est classiquement :
{\displaystyle E={p^{2} \over 2m}+V(t,{\vec {r}}).}
Le succès de l'équation, déduite de cette extension par utilisation du principe de correspondance, fut immédiat quant à l'évaluation des niveaux quantifiés d'énergie de l'électron dans l'atome d'hydrogène, car elle permit d'expliquer les raies d'émission de l'hydrogène : séries de Lyman, Balmer, Brackett, Paschen, etc.
L'interprétation physique communément admise de la fonction d'onde de Schrödinger ne fut donnée qu'en 1926 par Max Born. En raison du caractère probabiliste qu'elle introduisait, la mécanique ondulatoire de Schrödinger suscita initialement de la méfiance chez quelques physiciens de renom comme Albert Einstein, pour qui 
« Dieu ne joue pas aux dés ».

### La démarche historique
L'équation de Schrödinger a d'abord été formulée sous la forme suivante :
{\displaystyle {\rm {i}}\hbar {\frac {\partial \Psi (t,{\vec {r}})}{\partial t}}=-{\frac {\hbar ^{2}}{2m}}\Delta \Psi (t,{\vec {r}})+V({\vec {r}})\Psi (t,{\vec {r}})}
Le schéma conceptuel utilisé par Schrödinger pour obtenir son équation repose sur une analogie formelle entre l'optique et la mécanique.
- En optique physique, l'équation de propagation dans un milieu transparent d'indice réel {\displaystyle n} variant lentement à l'échelle de la longueur d'onde conduit — lorsqu'on cherche une solution monochromatique dont l'amplitude varie très lentement devant la phase — à une équation approchée dite de l'eikonale. C'est l'approximation de l'optique géométrique, à laquelle est associé le principe variationnel de Fermat.

- Dans la formulation hamiltonienne de la mécanique classique, il existe une équation dite de Hamilton-Jacobi. Pour une particule massive non relativiste soumise à une force dérivant d'une énergie potentielle, l'énergie mécanique totale est constante et l'équation de Hamilton-Jacobi pour la « fonction caractéristique de Hamilton » ressemble alors formellement à l'équation eikonale (le principe variationnel associé étant le principe de moindre action).

Ce parallèle avait été noté dès 1834 par Hamilton, mais celui-ci n'avait alors pas de raison de douter de la validité de la mécanique classique. Après l'hypothèse de de Broglie de 1923, Schrödinger s'est dit : l'équation de l'eikonale étant une approximation de l'équation d'onde de l'optique physique, cherchons l'équation d'onde de la « mécanique ondulatoire » (à construire) dont l'approximation soit l'équation de Hamilton-Jacobi. Ce qu'il a fait, d'abord pour une onde stationnaire (E = constante), puis pour une onde quelconque.
Remarque : Schrödinger avait en fait commencé par traiter le cas d'une particule relativiste — comme d'ailleurs de Broglie avant lui. Il a alors obtenu l'équation connue aujourd'hui sous le nom de équation de Klein-Gordon, mais son application au cas du potentiel coulombien donnant des niveaux d'énergie incompatibles avec les résultats expérimentaux de l'atome d'hydrogène, il se serait rabattu sur le cas non relativiste, avec le succès que l'on connaît.

## Formulation moderne
En mécanique quantique, l'état à l'instant t d'un système est décrit par un élément {\displaystyle |\Psi (t)\rangle } de l'espace complexe de Hilbert — avec l’utilisation de la notation bra-ket de Paul Dirac. Le carré du module de {\displaystyle |\Psi (t)\rangle } représente les densités de probabilités de résultats de toutes les mesures possibles d'un système.
L'évolution temporelle de {\displaystyle |\Psi (t)\rangle } est décrite par l'équation de Schrödinger :

{\displaystyle {\rm {i}}\hbar {{\textrm {d}} \over {\textrm {d}}t}|\Psi (t)\rangle ={\hat {H}}|\Psi (t)\rangle }
où :
- {\displaystyle {\rm {i}}} est l'unité imaginaire : {\displaystyle {\rm {i}}^{2}=-1} ;
- {\displaystyle \hbar \,} est la constante de Planck réduite (constante de Dirac) : {\displaystyle \hbar ={\frac {h}{2\pi }}} où {\displaystyle h} est la constante de Planck. {\displaystyle h} = 6,626 070 15 × 10−34 kg m2 s−1 ;
- {\displaystyle {\hat {H}}} est l'hamiltonien, dépendant du temps en général, l'observable correspondant habituellement[b] à l'énergie totale du système.

### Cas particulier
En précisant la forme de l'opérateur hamiltonien (grâce au principe de correspondance), pour une particule de masse {\displaystyle m} soumise à un potentiel {\displaystyle V({\vec {r}},t)}, l'équation prend la forme :
{\displaystyle {\rm {i}}\hbar {{\textrm {d}} \over {\textrm {d}}t}|\Psi (t)\rangle ={\frac {m{\hat {\vec {\mathcal {V}}}}^{2}}{2}}|\Psi (t)\rangle +V{\Bigl (}{\hat {\vec {R}}},t{\Bigr )}|\Psi (t)\rangle }où :
- {\displaystyle {\hat {\vec {R}}}\,} est l'observable position ;
- {\displaystyle {\hat {\vec {\mathcal {V}}}}} est l'observable vitesse.

Dans le cas où la particule n'est soumise qu'à un potentiel scalaire et aucun potentiel vectoriel (comme celui associé au champ magnétique), l'équation prend la forme plus connue :
{\displaystyle {\rm {i}}\hbar {{\textrm {d}} \over {\textrm {d}}t}|\Psi (t)\rangle ={\frac {{\hat {\vec {P}}}^{2}}{2m}}|\Psi (t)\rangle +V{\Bigl (}{\hat {\vec {R}}},t{\Bigr )}|\Psi (t)\rangle }où :
- {\displaystyle {\hat {\vec {P}}}\,} est l'observable impulsion.

Contrairement aux équations de Maxwell gérant l'évolution des ondes électromagnétiques, l'équation de Schrödinger est non relativiste. Cette équation est un postulat. Elle a été supposée correcte après que Davisson et Germer ont confirmé expérimentalement l'hypothèse de Louis de Broglie.

## Résolution de l'équation
L'équation de Schrödinger étant une équation vectorielle, on peut la réécrire de façon équivalente dans une base particulière de l'espace des états. Si on choisit par exemple la base {\displaystyle |{\vec {r}}\rangle } correspondant à la représentation de position (en) définie par
alors la fonction d'onde {\displaystyle \Psi (t,{\vec {r}})\equiv \langle {\vec {r}}|\Psi (t)\rangle \,} satisfait à l'équation suivante
où {\displaystyle \Delta } est le laplacien scalaire. En effet l'observable position {\displaystyle {\hat {\vec {R}}}} ne dépend pas du temps, donc ses états propres n'en dépendent pas non plus : {\displaystyle {\frac {\mathrm {d} |{\vec {r}}\rangle }{\mathrm {d} t}}=0}.
Sous cette forme on voit que l'équation de Schrödinger est une équation aux dérivées partielles faisant intervenir des opérateurs linéaires, ce qui permet d'écrire la solution générique comme la somme des solutions particulières. L'équation est dans la grande majorité des cas trop compliquée pour admettre une solution analytique, de sorte que sa résolution est approchée ou numérique.

### Recherche des états propres
Les opérateurs apparaissant dans l'équation de Schrödinger sont des opérateurs linéaires ; il s'ensuit que toute combinaison linéaire de solutions est solution de l'équation. Cela mène à favoriser la recherche de solutions qui ont un grand intérêt théorique et pratique : à savoir les états qui sont propres de l'opérateur hamiltonien.
Ces états sont donc solutions de l'équation aux états et valeurs propres :
{\displaystyle H|\varphi _{n}\rangle =E_{n}|\varphi _{n}\rangle }
qui porte parfois le nom d’équation de Schrödinger indépendante du temps. L'état propre {\displaystyle |\varphi _{n}\rangle } est associé à la valeur propre {\displaystyle E_{n}} , scalaire réel, énergie de la particule dont {\displaystyle |\varphi _{n}\rangle } est l'état.
Les valeurs de l'énergie peuvent être discrètes comme les solutions liées d'un puits de potentiel (par exemple niveaux de l'atome d'hydrogène) ; il en résulte une quantification des niveaux d'énergie. Elles peuvent aussi correspondre à un spectre continu comme les solutions libres d'un puits de potentiel (par exemple un électron ayant assez d'énergie pour s'éloigner à l'infini du noyau de l'atome d'hydrogène).
Il arrive souvent que plusieurs états {\displaystyle |\varphi _{n}\rangle } correspondent à une même valeur de l'énergie : on parle alors de niveaux d'énergie dégénérés.
D'une façon générale, la détermination de chacun des états propres de l'hamiltonien, {\displaystyle |\varphi _{n}\rangle }, et de l'énergie associée, fournit l'état stationnaire correspondant, solution de l'équation de Schrödinger :
{\displaystyle |\psi _{n}(t)\rangle \,=\,|\varphi _{n}\rangle \,\exp \left({\frac {-iE_{n}t}{\hbar }}\right).}
Une solution de l'équation de Schrödinger peut alors s'écrire très généralement comme une combinaison linéaire de tels états :
{\displaystyle |\psi (t)\rangle \,=\,\sum _{n}\sum _{j}c_{n,j}|\varphi _{n,j}\rangle \exp \left({\frac {-iE_{n}t}{\hbar }}\right).}
Selon les postulats de la mécanique quantique,
- le scalaire complexe {\displaystyle c_{n,i}} est l'amplitude de l'état {\displaystyle |\psi (t)\rangle } sur l'état {\displaystyle |\varphi _{n,i}\rangle } ;
- le réel {\displaystyle \sum _{i}|c_{n,i}|^{2}} est la probabilité (dans le cas d'un spectre discret) de trouver l'énergie {\displaystyle E_{n}} lors d'une mesure de l'énergie sur le système.

L'espace des fonctions d'onde est un espace de Hilbert.

### Rareté d'une résolution analytique exacte
La recherche des états propres de l'hamiltonien est en général complexe. Même le cas analytiquement soluble de l'atome d'hydrogène ne l'est rigoureusement sous forme simple que si l'on néglige le couplage avec le champ électromagnétique qui va permettre le passage des états excités, solutions de l'équation de Schrödinger de l'atome, vers le fondamental.
Certains modèles simples, bien que non tout à fait conformes à la réalité, peuvent être résolus analytiquement et s'avèrent très utiles :
- particule libre (potentiel nul) ;
- oscillateur harmonique (potentiel quadratique) ;
- particule se déplaçant sur un anneau ;
- particule dans un puits de potentiel rectangulaire ;
- particule dans un guide d'ondes annulaire ;
- particule dans un potentiel à symétrie sphérique ;
- particule dans un réseau unidimensionnel (potentiel périodique).

Dans les autres cas, il faut faire appel aux diverses techniques d'approximation :
- la théorie des perturbations fournit des expressions analytiques sous la forme de développements asymptotiques autour d'un problème non perturbé exactement soluble ;
- l'analyse numérique permet d'explorer des situations inaccessibles par la théorie de perturbation.

## Généralisation
La généralisation de l'équation au domaine relativiste mena à l'équation de Klein-Gordon, puis à l'équation de Dirac ; cette dernière établit naturellement l'existence du spin-1/2 et des antiparticules. Les particules de spin-1 sont décrites par l'équation de Proca, et celles de spin-3/2 par l'équation de Rarita-Schwinger[réf. souhaitée]. Cependant, il n'existe aucune interprétation entièrement cohérente de ces équations d'ondes relativistes dans le cadre d'une théorie décrivant plusieurs particules; le cadre pertinent dans ce genre de cas est la théorie quantique des champs.
Il existe d'autres équations de type Schrödinger, non linéaires, comme l'équation de Schrödinger semi-linéaire, ou comme l'équation de Gross-Pitaevskii, qui interviennent en théorie des atomes ultra-froids, des plasmas, des lasers, etc.